# Watertown (Nowy Jork)
Watertown – miasto w Stanach Zjednoczonych, w stanie Nowy Jork, w hrabstwie Jefferson.